# Cochon Chèvre Banane Criquet
 (août 2021).
Si vous disposez d'ouvrages ou d'articles de référence ou si vous connaissez des sites web de qualité traitant du thème abordé ici, merci de compléter l'article en donnant les références utiles à sa vérifiabilité et en les liant à la section « Notes et références ».
 (août 2021).
- Si vous ne connaissez pas le sujet, laissez ce bandeau (vous pouvez alors contacter les auteurs).
- Si vous supprimez le contenu mis en cause (vous pouvez préalablement contacter les auteurs),

argumentez précisément cette suppression dans la page de discussion
(un manque de référence n'est pas un argument ; une recherche réelle de référence doit avoir été effectuée, être formellement documentée).
Cochon Chèvre Banane Criquet (Pig Goat Banana Cricket) est une série télévisée d'animation américaine en quarante épisodes de 22 minutes créée par Dave Cooper et Johnny Ryan, et diffusée entre le 27 juillet 2015 et le 15 décembre 2016 sur Nickelodeon, puis sur Nicktoons.
En France, elle est diffusée depuis le 16 janvier 2017 sur Nickelodeon. Elle reste inédite dans les autres pays francophones.

## Synopsis
La série suit les aventures farfelues de quatre personnages mal assortis mais super copains : un cochon naïf amateur de cornichons, une chèvre musicienne sans talent, une banane orgueilleuse et froussarde et un criquet, « cerveau » de la bande.

## Personnages
- Cochon, un porc négligé qui a un grand goût pour les cornichons. Il est le «fou» du groupe et cause la plupart de leurs problèmes. Cochon n'est guère capable de lire lui-même. Il dit son slogan "c'est mon préféré!" souvent quand il voit quelque chose ou quelqu'un qu'il aime. Son nom peut être court pour Pignatius. Il est résistant à ce qui serait normalement des blessures mortelles.
- Chèvre, une chèvre douce et joyeuse qui a été la coiffeuse de Cochon au cours des 29 dernières années. Elle est l' "artiste" du groupe capable de jouer de la guitare et avoir un penchant pour agir. Chèvre peut être très facilement irritée par les plaisanteries des autres et montre souvent de la colère, lui fait vibrer, parle gibber et parfois bouche sa poitrine quand elle est en colère (par exemple "Flibbab flubble flubbin!"). Son slogan est "Totalement chèvre", qui voit dire quand elle est d'accord avec quelque chose. Elle a des oreilles normales en forme d'homme (pas en forme de chèvre) normalement obscurcie sous les écluses des cheveux sur les côtés de sa tête. Les cornes au sommet de la tête ont des trous.
- Banana, une banane paresseuse et égoïste qui aime jouer à des jeux vidéo. Il a des scouts pour les sbires. Banana est le «mec savant» du groupe qui aime s'amuser et tirer des farces. Il a peur des primates, parce qu'elles mangent son genre. Il a tendance à pleurer lorsqu'elle est mise en pression mais arrête rapidement. Il dit son slogan "Les singes de la bonne maman" quand il est surpris ou choqué, et "sage mec" après avoir terminé une tâche.
- Cricket, un cricket qui est un génie inventeur et parle avec un lis. Cricket est le "cerveau" du groupe. Il est également le plus responsable des quatre et est habituellement obligé de nettoyer ses mess. Cricket s'affronte sur Chèvre, et pendant qu'elle l'a embrassé (et Banana / Cochon simultanément) et a dit qu'elle l'aime, cela peut simplement être un comportement envers un ami. Il dit parfois «Non d'un hippocampe», lorsqu'il est surpris ou choqué.

## Fiche technique
- Titre original : Pig Goat Banana Cricket
- Titre français : Cochon Chèvre Banane Criquet
- Création : Dave Cooper et Johnny Ryan
- Réalisation : Carl Faruolo, Kim Roberson, Ben Jones, Ken Bruce, Ian Graham, Luke Brookshier…
- Scénario : Dave Cooper, Johnny Ryan, Doug Lieblich, Merriwether Williams, David Sacks…
- Direction artistique : Francis Giglio, Mike Dougherty
- Montage : Joelle Kristy, Nico Colaleo, Sandra Powers
- Musique : David Burns, Matt Ouimet
- Production : Louis J. Cuck et Carl Faruolo ; David Sacks, Dave Cooper, Johnny Ryan (exécutifs)
- Société(s) de production : Nickelodeon Animation Studio
- Société(s) de distribution : Nickelodeon
- Pays d'origine :  États-Unis
- Langue originale : anglais
- Format : couleur — 16/9 — stéréo
- Genre : comédie
- Nombre d'épisodes : 52 (2 saisons)
- Durée : 22 minutes
- Dates de première diffusion :
  -  États-Unis : 16 juillet 2015
  -  France : 16 janvier 2017

## Distribution

### Voix originales
- Matt L. Jones : Cochon
- Candi Milo : Chèvre
- Thomas F. Wilson : Banane
- Paul Rugg : Criquet
- James Adomian : Président de la planète / Mailbox
- Jeff Bennett : Rasta Rat / Pirate Leader / Sleazy Beave / Angler Fish / Mr Manelli / Ranger Rhino / Pickle Mascot / Time Donut / Doctor / Clerk McGuirk
- Maile Flanagan (en) : Fat Scout / JR Barton
- Yuri Lowenthal : JR Sneezy / Prince Mermiaou
- Echo Kellum : Guitar
- James Urbaniak : Nose Picker Fish
- Dyana Liu : Lady Primavera Van de Snuggles / Tiny Goosey / B-Girl
- John DiMaggio : Armpit Willy / Bank Robber / Breakfast Burrito
- Carl Faruolo : That's Messed Up Son Koala / Broccoli
- Justin Roiland : Psychopath Giraffe

### Voix françaises
- Olivier Podesta : Cochon
- Clara Soares : Chèvre
- Fabrice Lelyon : Banane
- Stéphane Ronchewski : Criquet
- Franck Sportis : Castor / voix additionnelles
- Gilbert Lévy : Président de la planète / voix additionnelles
- Élisa Bourreau, Thierry Desroses, Benoît DuPac, Jessie Lambotte, Philippe Roullier, : voix additionnelles.

version française
- Studio de doublage : Lylo Media Group.
- Adaptation : Jennifer Dufrene
- Direction artistique : Gilbert Lévy

 Source et légende : version française (VF) sur RS Doublage

## Épisodes
| Saison | Saison | Épisodes | États-Unis         | États-Unis         | France             | France             | Chaîne                      |
| Saison | Saison | Épisodes | Première diffusion | Dernière diffusion | Première en France | Dernière en France | Chaîne                      |
| ------ | ------ | -------- | ------------------ | ------------------ | ------------------ | ------------------ | --------------------------- |
|        | 1      | 20       | 27 juillet 2015    | 30 décembre 2015   | 16 janvier 2017    | 16 février 2017    | Nickelodeon, puis Nicktoons |
|        | 2      | 20       | 15 février 2016    | 24 novembre 2016   | 17 février 2017    | 13 mars 2017       | Nickelodeon, puis Nicktoons |

### Pilote (2012)
| N°     | #      | Titre français              | Titre original          | Diffusions française | Diffusion originale | Code de production |
| ------ | ------ | --------------------------- | ----------------------- | -------------------- | ------------------- | ------------------ |
| Pilote | Pilote | Cochon Chèvre Banane Mante! | Pig Goat Banana Mantis! | 20 décembre 2013     | 13 août 2012        | ?                  |

### Première saison (2015)
Note : Les épisodes ont été diffusés dans un ordre différent en France.
| N° | #   | Titre français                         | Titre original                        | Diffusion française | Diffusion originale | Code prod. |
| -- | --- | -------------------------------------- | ------------------------------------- | ------------------- | ------------------- | ---------- |
| 1  | 1   | Cochon Chèvre Banane Criquet tope là ! | Pig Goat Banana Cricket High Five !   | 16 janvier 2017     | 27 juillet 2015     | 1ASS01     |
| 2  | 2a  | Chocola-pocalypse                      | Fudge-pocalypse                       | 17 janvier 2017     | 28 juillet 2015     | 1ASS03     |
| 2  | 2b  | La Boulette de viande spatiale         | Super Space Meatball                  | 18 janvier 2017     | 29 juillet 2015     | 1ASS06     |
| 3  | 3a  | Les Chroniques de Mimichusetts         | The Chronicles of Cutesachusetts      | 19 janvier 2017     | 30 juillet 2015     | 1ASS02     |
| 3  | 3b  | Farces aux voisins                     | Prank Thy Neighbor                    | 20 janvier 2017     | 31 juillet 2015     | 1ASS04     |
| 4  | 4a  | Miss Mimi Miaou Miaou                  | Miss Cutesy Meow Meows                | 23 janvier 2017     | 6 août 2015         | 1ASS07     |
| 4  | 4b  | Et si on rétrécissait                  | Let's Get Tiny                        | 24 janvier 2017     | 13 août 2015        | 1ASS10     |
| 5  | 5a  | Le Plus Beau Cafard du monde           | The Most Beautiful Roach in the World | 25 janvier 2017     | 20 août 2015        | 1ASS05     |
| 5  | 5b  | La Dent de mon grand amour             | The Tooth of My True Love             | 26 janvier 2017     | 27 août 2015        | 1ASS11     |
| 6  | 6a  | Le Défi de l'humiliation               | Gauntlet of Humiliation               | 27 janvier 2017     | 19 novembre 2015    | 1ASS08     |
| 6  | 6b  | DJ Brouette bourrée de nachos          | DJ Wheelbarrow Full of Nachos         | 30 janvier 2017     | 26 novembre 2015    | 1ASS12     |
| 7  | 7a  | Le Défilé caleçon                      | Underpants-Palooza                    | 31 janvier 2017     | 5 novembre 2015     | 1ASS14     |
| 7  | 7b  | Bananeland                             | Bananaland                            | 6 février 2017      | 12 novembre 2015    | 1ASS09     |
| 8  | 8   | Joyeux Chalawunga !                    | Happy Chalawunga !                    | 7 février 2017      | 31 août 2015        | 1ASS13     |
| 9  | 9a  | Les frères du zombie                   | Zombie Broheims                       | 8 février 2017      | 10 septembre 2015   | 1ASS16     |
| 9  | 9b  | Je vous achète plus tard               | Mall Ya Later                         | 9 février 2017      | 17 septembre 2015   | 1ASS17     |
| 10 | 10a | Bananarchie totale                     | Total Bananarchy                      | 10 février 2017     | 24 décembre 2015    | 1ASS20     |
| 10 | 10b | Raisin sec en colère                   | Angry Old Raisin                      | 13 février 2017     | 30 septembre 2015   | 1ASS18     |
| 11 | 11a | Vache Canard Avocat Mante              | Cow Duck Avocado Mantis               | 14 février 2017     | 3 décembre 2015     | 1ASS15     |
| 11 | 11b | C'est le temps de la fête              | It's Time to Slumber Party            | 15 février 2017     | 14 décembre 2015    | 1ASS19     |
| 12 | 12  | Origines secrètes: édition spéciale    | Secret Origins: Special Edition       | 16 février 2017     | 15 décembre 2015    | 1ASS21     |

### Deuxième saison (2015-2016)
La saison 2 est diffusée en France, ces titres sont des traductions littéraires.
| N° | #   | Titre français                                    | Titre original                                    | Diffusions française | Diffusion originale | Code de production |
| -- | --- | ------------------------------------------------- | ------------------------------------------------- | -------------------- | ------------------- | ------------------ |
| 13 | 1   | Moby Woof                                         | Moby Woof                                         | 17 février 2017      | 16 décembre 2015    | 1ASS22             |
| 14 | 2a  | Mermeow s'installe!                               | Mermeow Moves In !                                | 20 février 2017      | 17 décembre 2015    | 1ASS23             |
| 14 | 2b  | Les Mud Munchkins doivent être fous               | The Mud Munchkins Must Be Crazy                   | 20 février 2017      | 18 décembre 2015    | 1ASS24             |
| 15 | 3a  | Ruée vers l'or                                    | Gold Rush                                         | 21 février 2017      | 21 avril 2016       | 2ASS01             |
| 15 | 3b  | Le roi de la Télé                                 | King of TV                                        | 22 février 2017      | 28 avril 2016       | 2ASS04             |
| 16 | 4a  | Virée en voiture                                  | Road Trippin'                                     | 23 février 2017      | 8 mai 2016          | 2ASS07             |
| 16 | 4b  | Vague de chaleur                                  | Heat Wave                                         | 24 février 2017      | 13 mai 2016         | 2ASS02             |
| 17 | 5a  | Le charme de l'école                              | Charm School                                      | 27 février 2017      | 1er décembre 2016   | 2ASS06             |
| 17 | 5b  | La zone dinde                                     | The Jerky Turkey Zone                             | 28 février 2017      | 5 décembre 2016     | 2ASS09             |
| 18 | 6a  | Le cirque                                         | The Ding-A-Ling-ing Circus                        | 1er mars 2017        | 6 décembre 2016     | 2ASS05             |
| 18 | 6b  | Je conte sur vous !                               | Steak Bus                                         | 2 mars 2017          | 7 décembre 2016     | 2ASS08             |
| 19 | 7a  | Allez, je vous laisse avec le karatéka John !     | Witness Protection Program Starring John Karateka | 3 mars 2017          | 8 décembre 2016     | 2ASS09             |
| 19 | 7b  | Fleurs pour Burgerstein                           | Flowers for Burgerstein                           | 6 mars 2017          | 9 décembre 2016     | 2ASS12             |
| 20 | 8a  | Hôtel à la Montagne                               | Hotel It on the Mountain                          | 7 mars 2017          | 12 décembre 2016    | 2ASS14             |
| 20 | 8b  | D'où viennent les cornichons?                     | Where Do Pickles Come From?                       | 8 mars 2017          | 13 décembre 2016    | 2ASS10             |
| 21 | 9a  | Temps d'hôpital                                   | Hospital Time                                     | 9 mars 2017          | 14 décembre 2016    | 2ASS13             |
| 21 | 9b  | Le bateau d'amour                                 | Love Boat                                         | 10 mars 2017         | 14 décembre 2016    | 2ASS15             |
| 22 | 10a | La convention compatible connecté avec conférence | It's On Like Con Con                              | 13 mars 2017         | 15 décembre 2016    | 2ASS11             |
| 22 | 10b | C'est tout pour moi, Jimmy Ron                    | C'est tout por me, Jimmy Ron                      | 11 mars 2017         | 15 décembre 2016    | 2ASS16             |